# Chiesa dell'Immacolata Concezione (Monte Sant'Angelo)
La chiesa dell' Immacolata Concezione è una chiesa cattolica situata a Monte Sant'Angelo, nel Gargano (provincia di Foggia).

## Storia
L'inizio della comunità parrocchiale e dunque la storia della chiesa dell'Immacolata di Monte Sant'Angelo risale al 6 luglio del 1963 festa di Santa Maria Goretti, santa che ha dato il nome all'Azione Cattolica Parrocchiale.
Il Primo parroco della nascete comunità fu Don Donato Notarangelo. Inizialmente la chiesa dedicata alla Concezione sorgeva presso una Cappella che negli anni precedenti fungeva da chiesa del Cimitero, prima che questlultimo fosse spostato. L'edificio era di piccole dimensioni e poteva accogliere pochissima gente per le celebrazioni eucaristiche.
Si avverte dunque sin dal 1968 l'esigenza di costruire una nuova e più ampia chiesa. Nel 1968 ci fu un primo il tentativo di costruire la chiesa nuova in Piazza Vischi (attuale Piazza Giovanni Paolo II), ma il progetto fallì. 
Si dovrà attendere gli anni '80 e per la precisione il 1982 per l'inizio dei lavori dell'edificio di culto quando Parroco era Don Francesco Accarrino, succeduto a Don Donato nel 1973. Il luogo in cui sorgerà era prima adibito a cimitero della cittadina garganica. I lavori di costruzione dureranno circa due anni. È l'8 dicembre del 1984 il giorno in cui la nuova chiesa viene aperta da Mons. Valentino Vailati.
Il 4 giugno 1995 con Parroco don Matteo De Padova la Chiesa è stata Consacrata sotto il titolo di Immacolata Concezione da parte di Mons. Vincenzo d'Addario.